# Mário de Oliveira (arquiteto)
Mário Gonçalves de Oliveira (Alcobaça, 17 de Dezembro de 1914 — Vila Real, 10 de Dezembro de 2013) foi um arquiteto, urbanista, pintor e crítico de arte português.

## Biografia / Obra
Frequentou arquitetura na Escola de Belas-Artes de Lisboa, concluindo o curso na Escola de Belas-Artes do Porto. Foi estagiário no atelier de José Almeida Segurado. Na sua formação como urbanista foi importante o período passado em Espanha como bolseiro do Instituto para a Alta Cultura. Estagiou na Direção Geral das Regiões Devastadas, Oviedo; frequentou o curso de Salubridade, Higiene e Urbanologia, na Escola Superior de Arquitetura , Madrid, e o curso Técnico de Urbanista, no Instituto de Estudos de Administração Local.

### Arquitetura e urbanismo
Participou no I Congresso Nacional de Arquitectura (1948), onde foi uma voz dissonante face às tendências modernistas em afirmação em Portugal no período posterior ao termo da Segunda Guerra Mundial. Aí, bateu-se por uma expressão estética que traduzisse uma via nacionalista, baseada na cultura e economia locais e na especificidade do território. A historiografia tem-no associado às atitudes retrógradas desse congresso, mas a sua posição permitiu-lhe, cerca de vinte anos mais tarde, encontrar sintonia com as teses que ancoravam a prática do urbanismo no conhecimento do habitat local, tornando-o num "progressista" à luz das ideias urbanísticas em voga na década de 1960.
Foi funcionário do Gabinete de Urbanização Colonial entre 1947 e 1974. Desenhou edifícios públicos e planos urbanos para as regiões que então constituíam o império colonial português, com a exceção de Macau. Entre os livros e ensaios de sua autoria destaquem-se: Urbanismo no ultramar: Problemas essenciais do urbanismo no ultramar – estruturas urbanas de integração e convivência, Agência Geral do Ultramar, 1962; Urbanismo no ultramar: os novos povoamentos nas províncias ultramarinas,  Agência Geral do Ultramar, 1965; "O «Habitat» nas zonas suburbanas de Quelimane: um caso positivo de formação de sociedades multirraciais", revista Geographica, nº 3, 1968. Desenvolveu planos de urbanização para as seguintes povoações do ultramar português: Namaacha (1948), Praia Varela (1959), Bairros Populares de Bissau (1959), Quelimane (1964) e São Tomé (1963-68).
Como arquiteto e do ponto de vista estilístico, Mário de Oliveira foi sobretudo um conservador, como comprova o tanto o pavilhão principal do Hospital Nacional Simão Mendes (1951) e o Pavilhão de Tisiologia do Hospital Militar São José de Bissau, hoje Hospital 3 de Agosto, realizado em parceria com Lucínio Cruz em 1953 . Assinou também edifícios que se aproximaram de um léxico mais moderno. Entre os seus projetos assinale-se a Escola Técnica Silva e Cunha, atual Liceu Nacional de São Tomé e Príncipe (inaugurada em 1969) e o edifício do Museu Nacional de Etnografia de Nampula (inaugurado em 1956) .
Mário de Oliveira trabalhou dentro do sistema colonial e talvez isso possa explicar o porquê de as suas produções urbanística e arquitetónica, quase sempre de promoção pública, terem sido por vezes negligenciadas. "O seu compromisso, contudo, residiu num saber técnico, empenhado em solucionar as carências estruturais das populações coloniais".

### Pintura / Crítica de arte
Paralelamente à arquitetura e planeamento desenvolveu atividade enquanto pintor e crítico de arte. Expôs individualmente (Lisboa, Porto, Coimbra, etc.) e participou em inúmeras mostras coletivas, nomeadamente em diversas Exposições de Arte Moderna do S.P.N./S.N.I. (Prémio Domingos Sequeira, 1954), nas I e II Exposições de Artes Plásticas da Fundação Calouste Gulbenkian (1957, 1961), etc. Teve uma importante ação enquanto crítico de arte publicando nas páginas do Diário Popular, do Diário de Notícias, etc., tendo-lhe sido atribuído o Prémio da Crítica de Arte da Fundação Calouste Gulbenkian (1962) e o Prémio Internacional de Crítica de Arte (1964), Madrid.
Na década de 1980 retirou-se voluntariamente da vida pública e exilou-se no Hotel Mira Corgo, em Trás-os-Montes, para se dedicar à pintura. Morreu sete dias antes de completar 99 anos.